# Рембрандт (фильм, 1936)
«Рембрандт» (англ. Rembrandt) — кинофильм режиссёра Александра Корды, вышедший на экраны в 1936 году. Лента попала в список лучших зарубежных фильмов года по версии Национального совета кинокритиков США.

## Сюжет
Фильм рассказывает биографию знаменитого нидерландского художника Рембрандта ван Рейна, охватывая события от смерти его жены Саскии до конца жизни. Много внимания уделено отношениям Рембрандта с экономкой Гертье Диркс и второй женой Хендрикье, а также прослежено постепенное обнищание его семьи.

## В ролях
- Чарльз Лоутон — Рембрандт ван Рейн
- Гертруда Лоуренс — Гертье Диркс
- Эльза Ланчестер — Хендрикье Стоффелс
- Эдвард Чепмен — Карел Фабрициус
- Уолтер Хадд — Франс Баннинг Кок
- Роджер Ливси — бродяга, позировавший в качестве царя Саула
- Джон Брайнинг — Титус ван Рейн